# 프리셀 (윈도우)
프리셀(FreeCell)은 마이크로소프트 윈도우에서 프리셀을 구현한 게임이다.

## 역사
프리셀은 마이크로소프트 윈도우 95에 처음 포함되었다. 윈도우 XP 이전까지는 32000개의 판이 있었고, 윈도우 XP에서 100만 개로 늘어났다. 윈도우 비스타부터 화려한 그래픽이 추가되었다. 그러나 윈도우 8버전부터 이 게임이 더 이상 기본 내장되지 않는다. 다만 윈도우 스토어에서 솔리테어 컬렉션을 다운로드 받으면 프리셀을 다시 즐길 수 있다.

## 이스터 에그
초기작부터 -1번과 -2번이 이스터 에그로 들어 있어, 자명하게 질 수밖에 없는 배치를 하는 배열이 포함되었다. 비스타 이전까지는 Ctrl+Shift+F10을 동시에 누르면 팝업창이 뜨고, 중단을 눌러 팝업을 닫은 뒤에 다른 카드를 옮기면 이기고, 다시 시도를 누른 뒤에 다른 카드를 옮기면 지는 기능이 들어있었다. 윈도우 비스타에서는 처음 한개만 움직여도 바로 이기는 -3번과 -4번이 추가되었다.

## 해법
윈도우에 포함된 도움말에는 It is believed (although not proven) that every game is winnable(증명되지는 않았지만 모든 게임은 이길 수 있도록 되어있다.)고 되어 있었으며, 11,982; 146,692; 186,216; 455,889; 495,505; 512,118; 517,776; 781,948 번은 정상적인 방법으로 풀 수 없다.